# Баргфельд-Штеген
Баргфельд-Штеген (нем. Bargfeld-Stegen) — община в Германии, в земле Шлезвиг-Гольштейн. 
Входит в состав района Штормарн. Подчиняется управлению Баргтеэиде-Ланд.  Население составляет 2917 человек (на 31 декабря 2010 года). Занимает площадь 17,81 км².